# Empiricism
Empiricism je peti studijski album norveškog metal sastava Borknagar te njegov prvi na kojem se pojavljuju pjevač Vintersorg (znan kao frontmen istoimenog sastava) i basist Tyr. Ovo će biti posljednji album sastava na kojem gitaru svira Jens F. Ryland do 2007. kada se on ponovno priključuje sastavu.
Album je bio sniman u studijima Fagerborg i Toproom tijekom lipnja i srpnja 2001. godine te su ga miksali i producirali sastava i Børge Finstad.

## Popis pjesama
| 1.    | »The Genuine Pulse«          | Øystein G. Brun        | Brun    | 4:51 |
| 2.    | »Gods of My World«           | Brun                   | Brun    | 4:25 |
| 3.    | »The Black Canvas«           | Lars A. Nedland        | Brun    | 5:18 |
| 4.    | »Matter & Motion«            | Nedland                | Nedland | 2:30 |
| 5.    | »Soul Sphere«                | Brun                   | Brun    | 6:40 |
| 6.    | »Inherit the Earth«          | Asgeir Mickelson, Brun | Brun    | 5:29 |
| 7.    | »The Stellar Dome«           | Brun                   | Brun    | 5:36 |
| 8.    | »Four Element Synchronicity« | Vintersorg             | Brun    | 5:51 |
| 9.    | »Liberated«                  | Nedland                | Brun    | 4:51 |
| 10.   | »The View of Everlast«       | Tyr, Brun              | Brun    | 4:28 |
| 49:59 |                              |                        |         |      |

## Recenzije
Brian O'Neill, glazbeni kritičar sa stranice AllMusic, dodijelio je albumu četiri od pet zvjezdica te je komentirao: "Nakon pet albuma Borknagar se sve manje čini norveškim supergrupskim sporednim glazbenim projektom te više kao kohezivni sastav i to ne samo zbog relativne dugovječnosti i nevjerojatnih uradaka grupe, nego i zato što je Empiricism tako snažno djelo. U suprotnosti s pomalo eksperimentacijskim i iščašenim [...] Quintessenceom koji mu je prethodio, Empiricism je puno lakše cijeniti od prvog slušanja nadalje. Vjerojatno je priljev nove krvi natjerao Øysteina G. Bruna, jedinog preostalog izvornog člana, na direktniji pristup; jednu cijelu trećinu Borknagarove postave čine novi članovi. Pjevač Vintersorg, član istoimenog sastava, zamijenio je ICS Vortexa koji se odlučio usredotočiti na Dimmu Borgir. Tyr, sesijski član Satyricona i Emperora, [također] je zamijenio Simena Hestnaesa [...]. Tko god da je odgovoran za nj, Empiricism je čudovište. Ovog je puta produkcija puno bolja i obiluje pamtljivim trenutcima, što se vidi u kontroliranom kaosu [skladbe] "Liberated" i početnom rifu na pjesmi "Gods of My World" koji podsjeća na Mercyful Fate. Tu i tamo pojavljuju se složenosti poput sveopćeg priljeva klavira i sočnih, akustičnih trenutaka (što se najbolje vidi na epskoj završnoj pjesmi "The View of Everlast"). Međutim, za razliku od prethodnih radova, ova ispitivanja vrlo dobro pristaju sveopćoj raskoši vrlo dobro izvedenog black metala klasične tematike i srednjeg tempa".

## Zasluge
| Borknagar - Vintersorg – vokali - Øystein G. Brun – gitara - Jens F. Ryland – gitara - Lars A. Nedland – sintesajzer, Hammond orgulje, klavir, prateći vokali - Tyr – bas-gitara - Asgeir Mickelson – bubnjevi, udaraljke, omot albuma, dizajn, fotografija | Ostalo osoblje - Børge Finstad – miksanje, inženjer zvuka, produkcija - Ola Johansen – mastering - Christophe Szpajdel – logotip - Alf Børjesson – fotografija |

## Vanjske poveznice
- Borknagar - Empiricism (Službena podstranica sastava koja opisuje peti album)
- "Empiricism" na discogs.com